# Nneka
Nneka Egbuna (Warri, 24 de diciembre de 1980) es una cantante, compositora y actriz nigeriana. Canta en inglés, igbo y pidgin nigeriano.

## Vida
Nneka Egbuna nació y se crio en Warri, en el estado del Delta, Nigeria, de madre alemana y padre nigeriano. En 1999, se mudó a Hamburgo, Alemania, para estudiar antropología en la universidad y posteriormente comenzó a actuar en la escena dancehall underground para financiar su carrera.

## Carrera

### 2003-2007: Carrera temprana y "Víctima de la verdad"
Nneka atrajo la atención del público por primera vez en 2004 mientras actuaba como telonera de la estrella del dancehall reggae Sean Paul en el Parque de la ciudad de Hamburgo, y después de muchos elogios, anunció sus intenciones dea grabar su primer disco. Después de lanzar su primer EP, The Uncomfortable Truth (La incómoda verdad), actuó en su primera gira en abril de 2005, tocando en espectáculos en Alemania, Austria y Suiza.
En 2005, el álbum debut de Nneka, "Victim of Truth" (Víctima de la verdad), fue lanzado en Europa, Nigeria y Japón. Obteniendo excelentes críticas de los medios, el Sunday Times del Reino Unido declaró más tarde a "Victim of Truth" como "el álbum más criminalmente pasado por alto del año". A pesar de la aclamación universal, el álbum no logró entrar en las listas. Sin embargo, Nneka disfrutó de un período sostenido y exitoso de giras, actuando con su compañero de sello Patrice Bart-Williams. Durante su gira, tocó en Chiemsee Reggae Summer, Haarlem (Bevrijdingsfestival), The Hague (Park Pop) y Saint-Brieuc (Art Rock Festival), y en lugares respetados, como La Maroquinerie y el club New Morning en París, Tivoli en Utrecht, Paradiso en Ámsterdam y Cargo y ULU en Londres . También ha apoyado a artistas como Femi Kuti, Bilal, Seeed y Gnarls Barkley.
En 2006, Nneka también actuó en la cadena de televisión alemana WDR, donde interpretó su sencillo "Gypsy", mientras que un grupo de baile realizó una rutina de baile en la que habían trabajado específicamente para la canción. El grupo de baile fue apoyado por la organización Schlauberger.

### 2008- 2011:Ya no estoy a gustoyJungla de concreto
En febrero de 2008, lanzó su segundo álbum, No Longer at Ease (Ya no estoy a gusto). El título del álbum está tomado de una novela del mismo nombre de Chinua Achebe y refleja el contenido lírico del disco. Muchas de las canciones son políticas y hablan de la difícil situación del Delta del Níger y la corrupción en la patria de Nneka. No Longer at Ease combina lo político y lo personal en "una mezcla ganadora de soul, hip-hop y reggae". El sencillo principal del disco, "Heartbeat" (Latido del corazón), se convirtió en la primera canción de Nneka en entrar en el Top 50 alemán. En septiembre de 2009, la canción entró en la UK Singles Chart en el número 20. Desde entonces, "Heartbeat" ha sido remezclado varias veces, sobre todo por Chase & Status fue muestreada por Rita Ora para su sencillo que encabezó las listas de éxitos, "R.I.P.". En los meses siguientes, Nneka realizó una gira por Francia, Italia y Portugal, mientras que también apoyó a Lenny Kravitz en su gira francesa en abril de 2009.
Nneka fue nominada en tres categorías para los Premios de videos musicales de Channel O de 2009, y ganó un premio a la mejor actuación africana en los Premios MOBO de 2009
A fines de 2009, fue elegida como parte de los "50 artistas emergentes" de la revista Beyond Race, lo que resultó en el lugar 11 de la publicación (con Bodega Girls y J. Cole en el portada), así como un "preguntas y respuestas" exclusivo para el sitio de la revista.
En noviembre de 2009, Nneka comenzó su primera gira de conciertos por los Estados Unidos, donde realizó espectáculos en Nueva York, Vienna (Washington D. C.), Boston, Filadelfia, Los Ángeles y San Francisco. Además, fue invitada especial en The Roots a una sesión improvisada. Su primer lanzamiento en EE. UU., Concrete Jungle (Jungla de concreto) se fijó para el 2 de febrero de 2010, y el álbum se ubicó en el número 57 en la lista Álbumes principales de R&B/Hip-Hop, y en el número 18 en la lista Álbumes de Heatseekers, donde pasó un total de cinco semanas.
Su canción "Kangpe" también aparece como banda sonora en el videojuego de EA Sports, FIFA 10.
En enero de 2010, Nneka apareció en Late Show with David Letterman en Nueva York antes de comenzar su gira por los Estados Unidos, y en junio siguiente, ganó la categoría de reggae del Museke Online Africa Music Award 2010 con su exitosa canción, "africanos".
Nneka realizó una gira con Nas y Damian Marley para su álbum Distant Relatives. Su canción altamente calificada, "Heartbeat", fue remezclada con Nas y fue lanzada a través de iTunes el 5 de octubre de 2010.
Participó en el Lilith Fair Concert de 2010, donde artistas como Tegan & Sara, Sarah McLachlan, Kelly Clarkson, Jill Scott, Erykah Badu, Corinne Bailey Rae, Mary J. Blige, Rihanna han actuado. Durante su gira por los Estados Unidos para Concrete Jungle, actuó también en Washington, Raleigh y Charlotte.
Nneka grabó una canción para la Copa Mundial de la FIFA 2010 en Sudáfrica llamada "Viva África", la canción es un homenaje al estreno mundial en suelo africano.
En 2010, Nneka ganó el premio al mejor artista indígena en Nigeria en los Nigerian Entertainment Awards, que se llevó a cabo en Nueva York. Desde entonces ha ganado varias veces ese premio a la mejor artista internacional.
Nneka hizo una aparición en la película dramática nigeriana, Relentless, coproducida y dirigida por Andy Amadi Okoroafor; la película también contó con Gideon Okeke, Halle Mordu, Jimmy Jean-Louis y Tope Oshin Ogun. Relentless se estrenó el 13 de octubre de 2010 en el BFI London Film Festival.
En 2011, Nneka apareció junto a Ziggy Marley en la canción "Express Yourself" (Exprésate), producida para la película Beat the World.

### 2012-presenteSoul is HeavyyMy Fairy Tales
En marzo de 2012, apareció en BET 106 and Park la música importa. En el programa, realizó un set acústico en vivo con uno de los mejores guitarristas acústicos afroclásicos de Nigeria Clef Nite y Black Thought, el líder y rapero de la popular banda de hip hop The Roots. También hizo una aparición similar en MTV Iggy, con Clef Nite en la segunda guitarra acústica.
Nneka grabó su álbum Soul Is Heavy en Nigeria, y el álbum fue lanzado en marzo de 2012. Soul is Heavy llegó a las listas de Francia, Austria, Alemania, Suiza, y alcanzó su punto máximo en el número 38 en las Lista de álbumes de R&B del Reino Unido. El sencillo más exitoso del álbum, Shining Star, se ubicó en el número 97 en la lista de sencillos del Reino Unido, su segunda y última canción en hacerlo. El registro recibió una respuesta crítica promedio y se le otorgó una puntuación de 70 en Metacritic.
En 2012, Nneka colaboró con la marca estadounidense de calzado y ropa Reebok. En mayo de 2013, apareció en False Idols de Tricky.

## Estilo musical

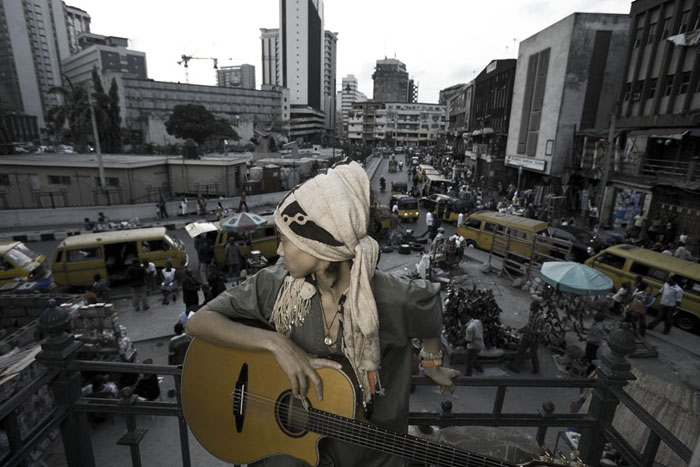
Nneka in 2010

Aunque Nneka canta más que rapea, menciona el hip hop como su principal raíz musical y la fuente de inspiración más importante, mientras cita a artistas como Fela Kuti y Bob Marley, así como a raperos contemporáneos Mos Def, Talib Kweli y Lauryn Hill como influencias clave en su propia búsqueda del reconocimiento musical.
Sus letras reflejan gran parte de su historia y vida en Nigeria, así como el tiempo que pasó en Europa Occidental. Sus canciones enfatizan los problemas del capitalismo, la pobreza y la guerra y, a menudo, están cargadas de referencias y mensajes morales y bíblicos, y algunos comentaristas musicales la comparan con Erykah Badu, Neneh Cherry, y Floetry

## Beneficencia
En 2012, Nneka cofundó la Fundación Rope, junto con Ahmed "Genda" Nyei. The Rope Foundation sirve como una plataforma para que hombres y mujeres jóvenes se expresen a través del arte, y la organización benéfica también se enfoca en trabajar con mujeres víctimas de abusos sexuales en la Fundación WAGA (Niñas y Adultos Afectados por la Guerra), ubicado en la región de Bo de Sierra Leona. Nneka contó que "The Rope Foundation" trabaja "para brindar una plataforma para ayudar a las personas a expresarse y expresar sus problemas en la sociedad".
Nneka también se desempeña como embajadora de las artes para el Fondo de Desarrollo de Mujeres Africanas [AWDF] en Ghana. Ha trabajado extensamente en caridad y las artes con la fundación en Sierra Leona. 

## Discografía

### Álbumes
- 2005: Victim of Truth
- 2008: No Longer at Ease[27] – Germany #31, France #34, Switzerland #42, Austria #49
- 2010: Concrete Jungle
- 2012: Soul Is Heavy[28] – France #38, Switzerland #30, Austria #46
- 2015: My Fairy Tales
- 2022: Love Supreme

### Compilaciones
- 2009: To and Fro (3-CD Boxset)
- 2009: The Madness (Onye-Ala)[29] (with J.Period)

### EPs
- 2005: The Uncomfortable Truth
- 2010: Heartbeat EP (featuring Nas)
- 2022: About Guilt

### Sencillos
- 2005: "The Uncomfortable Truth"
- 2006: "Beautiful"
- 2006: "God of Mercy"
- 2007: "Africans"
- 2008: "Heartbeat"[30] – #9 Portugal, #20 UK, #34 Austria, #49 Germany
- 2008: "Walking"
- 2009: "Kangpe"
- 2012: "Shining Star"
- 2012: "Soul is Heavy"
- 2012: "My Home"
- 2013: "Shining"[31] – #7 South Africa
- 2021: “Love Supreme”
- 2021: “Tea?”
- 2021: “Yahweh”
- 2021: “This Life”
- 2021: “With You”
- 2021: “Maya”

### Soundtracks
- 2011: "Beat the World"

## Filmografía
- Lake of Fire (2004)
- Offside (2005)
- Relentless (2010)
- Drexciya (2012)
- Fifty (2015)